# Sönke Albers
Sönke Albers (* 16. Februar 1948 in Bremen) ist ein deutscher Wirtschaftswissenschaftler sowie Professor für Innovation und Marketing an der Christian-Albrechts-Universität zu Kiel und der Kühne Logistics University Hamburg.

## Biografie
Albers besuchte das Hermann-Böse-Gymnasium in Bremen und studierte Betriebswirtschaftslehre an der Universität Hamburg. Er promovierte 1977 zum Dr. rer. pol. Nach weiterführenden Studien an der Stanford University und der Universität Kiel erfolgte 1982 seine Habilitation im Fach Betriebswirtschaftslehre an der Wirtschafts- und Sozialwissenschaftlichen Fakultät der Christian-Albrechts-Universität zu Kiel. 1984 wurde Albers als Professor im Privatdienst an die neu gegründete wissenschaftliche Hochschule für Unternehmensführung WHU in Koblenz berufen. 1986 wechselte er auf eine Professur für Marketing an die Universität Lüneburg und 1990 wurde er zum Professor für Betriebswirtschaftslehre, insbesondere Marketing, an die Universität Kiel berufen und zum Direktor des Instituts für Betriebswirtschaftslehre ernannt. Zusätzlich leitet er seit 1994 als Direktor das Institut für betriebswirtschaftliche Innovationsforschung der Universität Kiel. Seit 1999 war Albers Mitglied der Joachim-Jungius-Gesellschaft der Wissenschaften, 2005 wurde er in die Akademie der Wissenschaften in Hamburg aufgenommen. Von 2009 bis 2015 war er Chefredakteur der wissenschaftlichen Zeitschrift Business Research. 2010 nahm Sönke Albers einen Ruf an die private Kühne Logistics University Hamburg an und wurde dort zum Dean of Research berufen. Seit dem 1. Oktober 2010 ist er von Lehrtätigkeiten an der CAU Kiel beurlaubt, forscht aber auch weiterhin dort.

### Ehrungen
- 2005 verlieh ihm die Johann-Wolfgang-Goethe-Universität Frankfurt am Main die Ehrendoktorwürde.
- 2010 wurde Albers zusammen mit Marc Fischer mit dem  Practice Price der INFORMS Society for Marketing Science des Marketing Science Institutes ausgezeichnet.
- 2011 wurde er mit dem jährlichen Distinguished Marketing Scholar Award von der European Marketing Academy ausgezeichnet.

## Werke
- Einsatzplanung von Flugzeugbesatzungen. Dissertation, Universität Hamburg, Fachbereich Wirtschaftswiss., 1977.
- Ein System zur Ist-Soll-Abweichungs-Ursachenanalyse von Erlösen. Hochsch., Lehrstuhl für Marketing, Lüneburg 1988
- Entscheidungshilfen für den persönlichen Verkauf. Berlin 1989, ISBN 3-428-06807-6
- Handbuch Produktmanagement. Strategieentwicklung, Produktplanung, Organisation, Kontrolle. Wiesbaden 2000 ISBN 3-409-11595-1